# Zbigniew Gołąbek
Zbigniew Gołąbek (ur. 11 listopada 1952 w Kroczowie) – polski polityk, nauczyciel, senator IV i V kadencji.

## Życiorys
Ukończył studia na Wydziale Nauk Społecznych Akademii Nauk Społecznych przy KC PZPR w Warszawie, a także Studium Pedagogiczne w Instytucie Kształcenia Nauczycieli w Warszawie i studia podyplomowe z problematyki samorządu terytorialnego i zarządzania lokalnego na Uniwersytecie Warszawskim. Był nauczycielem w szkołach radomskich – Zespole Szkół Budowlanych im. Kazimierza Wielkiego i Zespole Szkół Zawodowych im. majora Hubala, pracował także w Wytwórni Urządzeń Przemysłowych „Termowent” i Zarządzie Wojewódzkim Związku Socjalistycznej Młodzieży Polskiej w Radomiu.
Działał w PZPR, dochodząc do stanowiska sekretarza Komitetu Miejsko-Gminnego w Skaryszewie. Był w gronie członków założycieli SdRP, a potem Sojuszu Lewicy Demokratycznej. W latach 1994–2000 pełnił mandat radnego w radzie miejskiej Radomia, w latach 1994–1997 był również wicewojewodą radomskim. W 1997 został senatorem IV kadencji z ramienia SLD, był m.in. sekretarzem izby. Ponownie uzyskał mandat w 2001 z okręgu radomskiego, brał udział w pracach Komisji Samorządu Terytorialnego i Administracji Państwowej. W 2005 bez powodzenia ubiegał się o reelekcję z ramienia własnego komitetu wyborczego. Po odejściu z parlamentu zatrudniony jako wychowawca w internacie.
Członek licznych organizacji społecznych, m.in. Związku Nauczycielstwa Polskiego, Towarzystwa Przyjaźni Polsko-Amerykańskiej, Radomskiego Stowarzyszenia Pokoleń, przewodniczącym Rady Przyjaciół Związku Harcerstwa Polskiego. W latach 1999–2001 był członkiem Rady Służby Cywilnej (działającej przy prezesie Rady Ministrów). Wszedł w skład władz Związku Ochotniczych Straży Pożarnych RP.
W 2004 został prawomocnie skazany przez Sąd Okręgowy we Wrocławiu na karę 5 tys. zł grzywny za nakłanianie do sfałszowania dokumentu (opinii sądowo-psychiatrycznej dotyczącej stanu zdrowia jego syna, przebywającego wówczas w areszcie). Skazanie uległo zatarciu z mocy prawa.
Od 2010 związany z Polskim Stronnictwem Ludowym. W wyborach samorządowych w 2010 został wybrany na radnego sejmiku województwa mazowieckiego z listy PSL. W 2011 kandydował bez powodzenia do Sejmu. W 2014 z powodzeniem ubiegał się o reelekcję w wyborach do sejmiku V kadencji. W 2015 i 2019 kandydował do Sejmu z listy wyborczej PSL. W 2018 nie uzyskał reelekcji w wyborach do sejmiku.